# Szentlőrinc SE
A Szentlőrinci Sportegyesület, egy 1912-ben alapított magyar labdarúgóklub. Székhelye (nevéből is adódóan) Szentlőrincen található. Jelenleg az NB III Közép csoportjában szerepel, a 2019-20-as szezont, amelyet a Koronavírus miatt félbeszakítottak, a második helyen zárta, és megpróbálkozott a licenszkérelemmel, amit meg is kapott, így története során először szerepelhet a NB II-ben.
2024. június 9-én a Szentlőrinc a Putnok FC elleni 2-0-ás hazai győzelmével a 2023-24-es NB III-as rájátszásban 3-1-es összesítés után bebiztosította a 2024–25-ös NB II-be való feljutását, így egy év kihagyás után újra a másodosztályban szerepelhet.

## Névváltozások
- 1912–1948 Szentlőrinci Vasutas SE
- 1948–? Szentlőrinci Sportegyesület
- ?–2009 Szentlőrinc-Ormánság Takarékszövetkezet SE
- 2009–2010 Szentlőrinc-Pécsi Vasutas Sportkör SE
- 2010– Szentlőrinci Sportegyesület
- 2020– Szentlőrinc (csak a felnőtt csapatra érvényes)

## Sikerek
NBIII
- Bajnok (5 alkalommal): 2003-04, 2005-06, 2007-08, 2008-09, 2023-24

## Vezetőedzők
- Nagy Tamás (2014–2015)[3][4]
- Gombos Zsolt (2019)[5]
- Lóczi István (2020)[6]
- Marián Sluka (2020–2022)[7][8]
- Gabala Krisztián (2022)[9][10]
- Jeremiás Gergő (2022–2023)[11][12]
- Domján Attila (2023)[13][14]
- Pichler Gábor (2023-2024)[15][16]
- Waltner Róbert (2024-)[17]

## Jelenlegi keret
Utolsó módosítás: 2024. augusztus 13.
| Mezszám       | Név                | Nemzetiség     | Születési idő (kor)            | Érték (€) |
| Kapusok       | Kapusok            | Kapusok        | Kapusok                        | Kapusok   |
| ------------- | ------------------ | -------------- | ------------------------------ | --------- |
| 44            | Gyurján Márton     | magyar         | 1995. december 1. (28 éves)    | 175 000   |
| 74            | Héninger Bendegúz  | magyar         | 2003. január 1. (21 éves)      | -         |
| 90            | Kostyák Rajmund    | magyar         | 2006. február 6. (18 éves)     | -         |
| Védők         |                    |                |                                |           |
| 5             | Tamás László       | magyar         | 1988. január 18. (36 éves)     | -         |
| 14            | Keresztes Bence    | magyar         | 1997. május 6. (27 éves)       | -         |
| 21            | Kiss-Szemán Péter  | magyar         | 2002. június 21. (22 éves)     | -         |
| Középpályások |                    |                |                                |           |
| 11            | Miroslav Grumić    | szerb · magyar | 1984. június 29. (40 éves)     | 50 000    |
| 16            | Vidnyánszky Mátyás | HUN            | 2006. január 25. (19 éves)     | 75 000    |
| 70            | Jancsó András      | magyar         | 1996. április 22. (28 éves)    | 75 000    |
| 72            | Papp G. Benedek    | magyar         | 2003. május 3. (21 éves)       | 50 000    |
| 77            | Daróczi Zoltán     | HUN            | 2000. március 7. (25 éves)     | 50 000    |
| Támadók       |                    |                |                                |           |
| 7             | Mervó Bence        | HUN            | 1995. március 5. (30 éves)     | 50 000    |
| 8             | Filipovics Márkó   | szerb · magyar | 1999. december 9. (25 éves)    | 10 000    |
| 9             | Bányai Péter       | magyar         | 2000. szeptember 27. (24 éves) | 50 000    |
| 10            | Szabó Máté         | HUN            | 1999. január 26. (26 éves)     | 125 000   |
| 15            | Marius Onuigbo     | NGR            | 2002. június 24. (22 éves)     | 10 000    |
| 17            | Csörgő Raul        | HUN            | 2002. október 31. (22 éves)    | 50 000    |
| 24            | Rétyi Róbert       | HUN            | 2001. február 1. (24 éves)     | 100 000   |
| 82            | László Dávid       | HUN            | 2002. április 25. (22 éves)    | 150 000   |
|               | Alban Taipi        | macedón        | 2003. június 21. (21 éves)     | 75 000    |